# Neotoxoptera
Neotoxoptera (лат.) — род тлей из подсемейства Aphidinae (Macrosiphini). Встречаются повсеместно, нативный ареал приходится на Ориентальную область.

## Описание
Мелкие насекомые, длина 1,0—2,3 мм.
Ассоциированы с растениями Caprifoliaceae (Abelia, Lonicera), Alliaceae (Allium), Caryophyllaceae (Stellaria), Violaceae (Viola). Близок к тлям рода Myzus и Rhopalomyzus. Диплоидный набор хромосом 2n=12
.
- Neotoxoptera abeliae Takahashi
- Neotoxoptera formosana (Takahashi, 1921)
- Neotoxoptera oliveri (Essig)
- Neotoxoptera violae (Pergande, 1900)
- Другие виды